# 아그나우두 코르데이루 페레이라
아그날도 코르데이로 페헤이라(영어: Agnaldo Cordeiro Pereira , 1975년 1월 25일 ~ )는 브라질 출신의 축구 선수이다. K리그에서 등록명은 아도를 사용하였으며 공격수로 활약하였다.

## 클럽 경력
안양 LG 치타스(현 FC 서울)에 2003년 여름 이적시장때 기존 외국인 선수인 빅의 대체자로 입단하여 2003 시즌 한 시즌 동안 시즌 통산 17경기 5득점-1도움 (정규리그 17경기 5득점-1도움)의 기록을 남겼다.